# پوچتوویه
پوچتوویه (به لاتین: Pochtovoye) یک منطقهٔ مسکونی در روسیه است که در استان آرخانگلسک واقع شده‌است.